# Mouvement de non-coopération
Le mouvement de non-coopération est lancé le 1er août 1920 par le Mahatma Gandhi dans le but d'assurer l'autonomie et d'obtenir l'indépendance totale de l'Inde, le Congrès national indien ayant retiré son soutien aux réformes britanniques après la loi Rowlatt du 17 mars 1919 et le massacre d'Amritsar du 13 avril 1919,.